# Hell Miksa

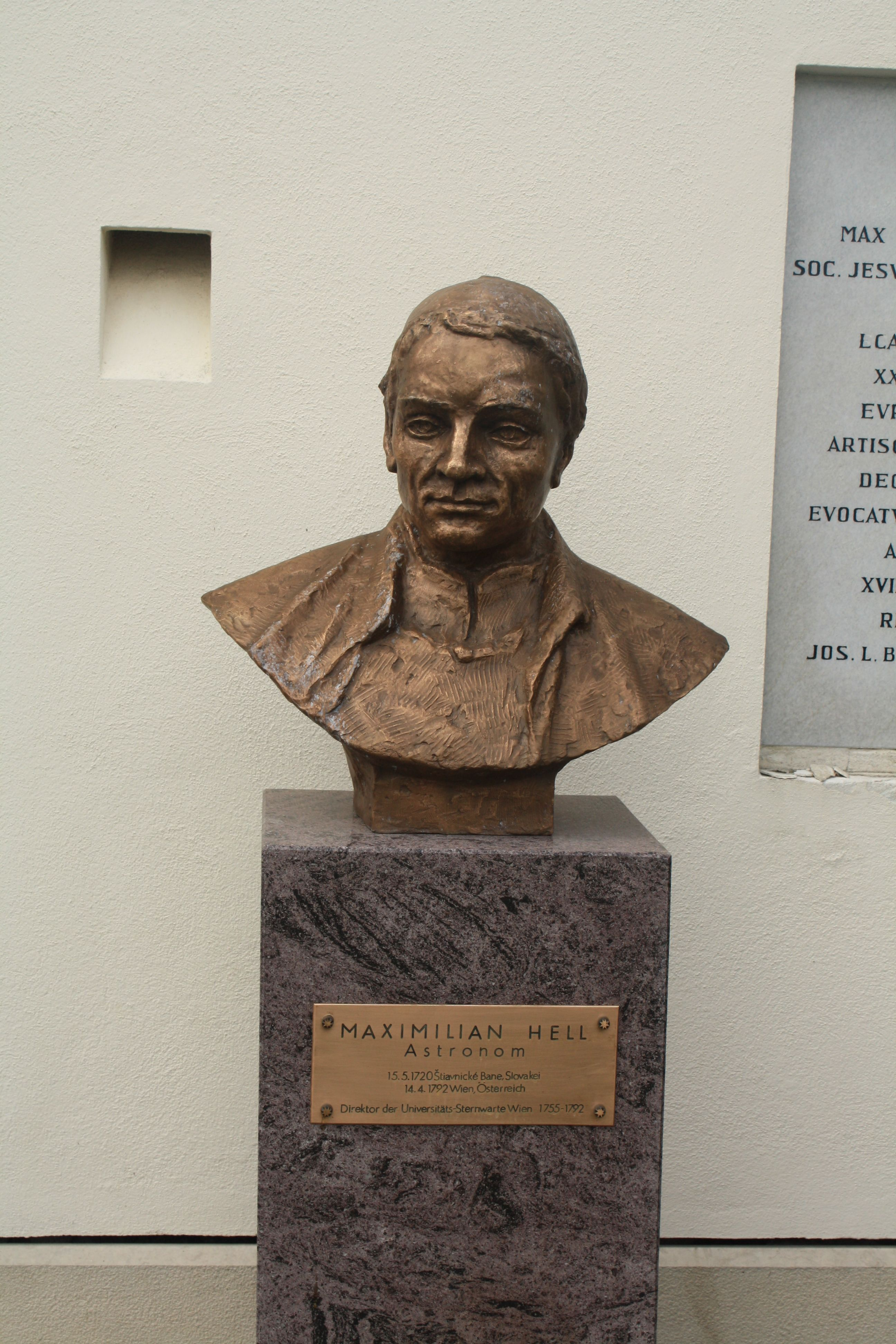
Hell Miksa mellszobra Alsó-Ausztria, Maria Enzersdorfer Friedhof

Hell Miksa vagy Maximilian Hell (született: Rudolf Maximilian Höll) (Selmecbánya, 1720. május 15. – Bécs, 1792. április 18.) a Magyarországhoz tartozó Felvidéken született csillagász, matematikus, fizikus.

## Életpályája
Selmecen született. Édesapja, Mathias Cornel Hell az ottani bányák matematikusa és főgépmestere, édesanyja Julianna Staindl. A házaspárnak összesen 22 gyermeke született, Maximilian (Miksa) Rudolf volt az utolsó. Anyakönyvi bejegyzések tanúsága szerint Mathias Cornel Hellt és gyermekeit német nemzetiségűként tartották nyilván. Hell Miksa az 1750-évektől magyarnak vallotta magát, melyet levelek és hivatalos feljegyzések is bizonyítanak.
Az apa, Mathias Hell Besztercebányán rektorként működött, mikor Miksa 1738. október 18-án Trencsénben belépett a jezsuita rendbe, ahol bölcseletet hallgatott három éven keresztül. 1740-ben a rend Bécsbe küldte, további bölcseleti tanulmányokra. Itt a jezsuita obszervatóriumban, Joseph Franz igazgatósága alatt ismerkedett meg a csillagászattal. Szabad idejében a természettudományokat tanulmányozta, kezdetben a nap- és vízórák egyszerűsítésén dolgozott, az addig használt föld- és égtekék szabatosabb, célszerűbb készítésével kísérletezett. 1744-45-től kezdve kizárólag kedvenc tárgyának, az asztronómiának élt. Tervei kivitelezésében hathatósan támogatta Erasmus Fröhlich, jeles történész. Az ő befolyásának köszönhette azt is, hogy a keleti nyelvek akadémiájának igazgatója, Joseph Franz segédjének választotta csillagászati vizsgálódásaihoz, és a természettani múzeum rendezésében is igénybe vette segítségét.
1746-ban visszatért Magyarországra, s a rend lőcsei gimnáziumában kezdte meg tanári pályáját. Latin és görög nyelvet, történelmet, földrajzot és mennyiségtant tanított. 1748 elején újra Bécsbe ment, hogy befejezze hittani tanulmányait. Karl Ferdinand von Königsegg-Erps az udvari kamara elnöke megbízta, hogy a bányászat iránt érdeklődő ifjakat mennyiségtanra és a bányamérnökség elemeire oktassa. Hell ennek kapcsán lefordította a magyar bányatörvényt németre.
1751-ben áldozópappá szentelték föl. Ekkor Nagyszombatra utazott, ahol sokat tett az ottani csillagvizsgáló létrehozataláért. 1752-ben Kolozsvárra hívták a jezsuita egyetem mennyiségtudományi tanszékére. 1755 szeptemberében Bécsbe költözött, ahol kinevezték az újonnan felállított egyetemi csillagvizsgáló intézet igazgatójává és az egyetemen a mechanika tanárává. Itt az általa szerkesztett csillagtani ephemerisek (csillagidők számítása) publikációival európai hírnevet szerzett.
1768-ban Európa tudósai a következő esztendőre várható Vénusz-átvonulásra készülődtek, VII. Keresztély dán király felkérte Hellt, mint korának egyik leghíresebb csillagászát, hogy Norvégia északi részében figyelje meg e ritka tüneményt. Hell 1768. április 28-án Sajnovics János jezsuita társával indult el Bécsből, és október 11-én érkezett meg rendeltetési helyére, Vardøbe, ahol 1769. június 3-án kedvező időjárás mellett követte figyelemmel a Vénusz átvonulását. Ezzel egyidőben Sajnovics és Hell adatokat gyűjtöttek a lappok nyelvéről és kultúrájáról. Hell asztronómiai megfigyeléseinek pontosságát később Lalande és mások kétségbe vonták, azzal gyanúsítva, hogy megfigyelései leírásán utólag önkényesen változtatott, hogy kedvezőbb eredményt mutathasson fel. Az adataiból számított nap-parallaxist pl. Johann Franz Encke túlságosan nagynak találta, az újabb mérések azonban Hell eredményeit igazolták.
Hell korának csillagászai között nagy tekintélyt vívott ki. Mikor a magyar királyi egyetemet 1777-ben Nagyszombatról Budára helyezték át, Bécsből Hellt hívták meg egy csillagvizsgáló létesítésére, hogy annak alkalmas helyet válasszon és az épület elkészültét felügyelje. A csillagvizsgálót a királyi palota fölé építtette, melyet egyébként is egyetemi helyiségül avattak fel. Hell vállalta magára a működtetés vezetését s az ott történt megfigyelések 1780-tól Hell bécsi s Johann Elert Bode berlini tudósításaiban lettek feljegyezve.
Hellt a tudományok terén szerzett érdemeiért több tudós társaság választotta tagjai sorába, így a párizsi, bolognai, koppenhágai, stockholmi, göttingeni és trondheimi akadémiák.
„Hivatása áldozata lett, mert amikor 1792 tavaszán Bécsbe érkezett a török követ, látni akarta a bécsi csillagvizsgálót. Az idős Hell több órán át kísérgette és tájékoztatta vendégét a huzatos, hűvös toronyban. Hell megfázott, tüdőgyulladást kapott” és 1792. április 18-án Bécsben halt meg. Barátja, Joseph von Penkler| báró birtokán, Maria Enzersdorfban temették el. Hell sírja már nincs meg, de sírköve fennmaradt a temetőkápolna falába beépítve. Emlékkövén Michael Denis sírfelirata olvasható.

## Munkássága
- Felfedezte a földrajzi szélességmérés új módszerét, amelyet ma Horrebow–Talcott-eljárásnak ismernek. Ehhez két csillag közel azonos zenittávolságát kell megmérnünk. Feltételezhetjük, hogy ekkor a refrakció (fénytörés) értéke azonos. Ebből kiszámolható a földrajzi szélesség. leírás, német honlap
- Sajnovics Jánossal együtt megmérte az 1769. június 3-ai Vénusz-átvonulás kontaktusainak időpontját az észak-norvégiai Vardö-szigetről. Több különböző mérés összevetésével meghatározta a Nap-Föld távolságot. Ezt többen megtették, és pontosabb eredmény is volt közöttük, de egyedül ő volt az, aki az akkor már nagy tekintélynek számító Lalande-dal szemben kiállt kapott eredményének pontossága mellett. (Lalande rosszabb értéket kapott.)
- Sok csillagászt nevelt ki. Nevéhez fűződik az egyik első csillagászati évkönyv kiadása.
- Jelentős szerepe volt három magyarországi csillagvizsgáló megalapításában (Eger, Egri csillagda 1776; Buda, Budai Csillagvizsgáló 1780; Gyulafehérvár, Batthyáneum 1794).

Csillagászati munkásságának elismeréseként nevét ma egy kráter is őrzi a Holdon, továbbá róla nevezték el a 3727 Maxhell kisbolygót.
- Sok úgynevezett magnetikus gyógyító kúrát végzett. Mágneseit a beteg szerv formájának megfelelően készítette el, majd ráerősítette a páciens testrészére. Meglepően jó eredménnyel: betegeinek mintegy 60-70 %-a meggyógyult. [6] Ténykedése Franz Mesmer figyelmét is felkeltette, aki figyelmen kívül hagyva a mágneseket, kifejlesztett egy másik gyógyító eljárást.[7]

## Művei

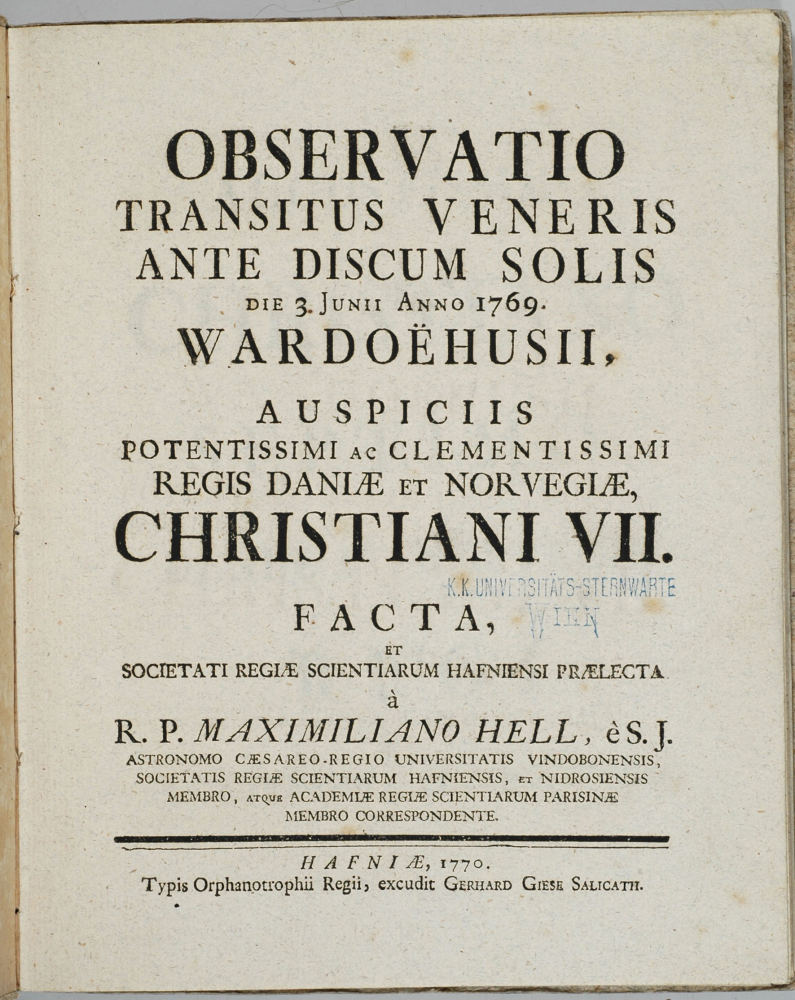
Observatio transitus Veneris ante discum Solis, 1770

- Elementa algebrae Joannis Crivellii magis illustrata et novis demonstrationibus et problematibus aucta. Vindobonae, 1745.
- Adjumentum memoriae manuale chronologico-genealogico-historicum. Vindobonae, 1760. (Újabban: Monachii et Ingolstadii, 1763., Viennae, 1772., 1774. és 1789.)
- Compendia varia praxesque omnium operationum arithmeticarum. Claudiopoli, 1755.
- Elementa mathematicae naturalis philosophiae ancillantia ad praefixam in scholis normam concinnata. Pars I., Elementa arithmeticae numericae et litteralis seu algebrae. Claudiopoli, 1755. (és Bécs, 1761.)
- Exercitationum mathematicarum Partes Tres. Vindobonae, 1755. (Vindobonae, 1759., 1773. Claudiopoli. 1760.)
- Ephemerides astronomicae ad meridianum Vindobonensem. Vindobonae, 1757-93. (az 1760-71. évf. Lappországban történt utazása alatt Pilgram Antal adta ki)[8]
- Dissertatio complectens calculos accuratissimos transitus Veneris per discum Solis in tertiam Junii 1769 praedicti... Viennae, 1760.
- Kurzer Unterricht der Oster-Feyer für den ungelehrten gemeinen Mann...Viennae, 1760.
- Elementa arithmeticae numericae, et literalis seu algebrae ad praefixam in scholis nostris normam. Viennae, 1761.
- Introductio ad utilem usum magnetis ex calybe. Viennae, 1762. (Ugyanez németűl. Viennae, 1762.)
- Transitus Veneris ante discum Solis. Anni 1761. Die Astronom. 5. Junii calculis definitus et methodo observanti illustratus. Viennae, év n. (Utánnyomata az Ephemerides de 1762., Nova Acta Eruditorum. Lipsiae, 1762. és Vindobonae, 1770.)
- Tabulae soldres. Viennae, 1763. (és Ephemerides 1764.)
- Tabulae lunares ad meridianum Parisinum... Viennae, 1763. (és Ephemerides de 1764.)
- Tabulae planetarum Saturni, Jovis, Martis, Veneris et Mercurii ad meridianum Parisinum... Viennae, 1763. (és Ephemerides de 1765.)
- De satellite Veneris... Viennae, 1765. (és Ephem. de 1766.)
- Elogium rustici Tyrolensis celeberrimi Petri Anich... Viennae, 1767. (és Ephem. de 1767.)
- Observatio transitus Veneris ante discum Solis die 3. Junii Anno 1769. Wardoëhusii... Hafniae, év n. (Ephem. de 1770. Observatio... Junii 1769. Wardoehusii facta et Societati regiae scientiarum Hafnensi die 24. Nov. 1769. praelecta... cz. Vindobonae, 1770.)
- De parallaxi Solis ex observationibus transitus Veneris 1769. Hafniae, 1772. (és Ephem. de 1773.)
- Adjumentum memoriae manuale chrono-logicogenealogico-historicum : Nunc ad annum 1773 continuatum et ... auctum. Ed. 5. Viennae, 1774.
- Methodus astronomica sine usu quadrantis vel sectoris aut alterius cujusvis instrumenti in gradus circuli divisi... Hafniae, 1774. (Németül: Beyträge zu verschiedenen Wissenschaften. Hafniae, 1775.)
- Max. Hell's Schreiben über die alhier in Wien entdeckte Magnetenkur, an einen seiner Freunde. Hafniae, 1775.
- Unpartheiischer Bericht der alhier gemachten Entdeckungen der künstlichen Stahlmagneten in verschiedenen Nervenkrankheiten. Hafniae, 1775.
- Erklärung über das zweite Schreiben Herrn D. Mesmers die Magnetkur betreffend an das Publikum. Wien. 29. Jäner, 1775. sat.
- Der Zucker, ein neues Präservativmittel wider den Scorbut : nebst einer Zuschrift, darinn des Scharbocks Ursachen etc. und auch des Zuckers Eigenschaften gründlicher erwogen und widerlegt werden von Albertiz. Wien-Leipzig, 1779.
- Chronologisch-genealogisch-historisches Handbuch zun Behuf des Gedächtnisses. Wien, 1796.
- Tabula geographica Ungariae veteris ex historia Anonymi Belae regis notarii. Pestini, 1801, (Ism. Wenzel G. a M. Akad. Értesítő 1851, 161. l )
- P. Hell's Reise nach Wardoe bei Lapland und seine Beobachtung des Venus-Durchganges im J. 1769. Aus den anfgefundenen Tagebüchern geschöpft und mit Erläuterungen begleitet von Carl Ludwig Littrow. Wien, 1835.

Kiadta a Wienerischer Almanach-ot 1775-re (a gothai Almanach mintájára), úgyszintén: Ritterorden Almanach, Physikalischer Almanach, Kinder Almanach és Räthselkalender cz. évkönyveket.
Levelei Pray Györgyhöz, Kaprinayhoz, Weiss Xav. Ferenczhez és másokhoz az egyetemi könyvtár kéziratai közt vannak.

### Kéziratban maradt
- Expeditio literaria ad polum arcticum (éjszakon szerzett tapasztalatairól írt följegyzései. Ism. M. Akadémiai Értesítő 1851. 151. l. Reguly Antal tudósítása H. historiai kéziratai azon részéről, mely a magyar-finn kérdést tárgyalja c.)

### Modern szövegkiadások
- A csillagász Hell Miksa írásaiból;  ford., szerk., vál., jegyz. Csaba György Gábor; Magyar Csillagászati Egyesület, Budapest, 1997 (Magyar csillagászattörténet)
- Hell Miksa levelei gróf Eszterházy Károlyhoz; ford. Csaba György Gábor; Az Egri Csillagásztorony Védelmében Alapítvány, Eger, 2021

## Megjegyzés
1. ↑  a Hell nevet 1760-tól használta